# Hakea archaeoides
Hakea archaeoides es una especie de arbusto o pequeño árbol perteneciente a la familia Proteaceae, originario de las áreas boscosas de la costa norte de  Nueva Gales del Sur, Australia.

## Descripción
La planta alcanza un tamaño de hasta 7 metros de altura y 4 metros de ancho en la madurez. Tiene las flores de color rojo y amarillo verdoso en racimos axilares colgantes que aparecen desde la primavera hasta principios del verano, dando sus frutos en cápsulas con semillas leñosas que son aproximadamente de 2 a 3 cm de largo. Las hojas miden hasta 25 cm de largo y 1 a 3 cm de ancho.

## Taxonomía
Hakea archaeoides fue descrita por W.R.Barker y publicado en Fl. Australia 17B: 393 1999.
Etimología
Las hakeas fueron denominadas por el Barón Christian Ludwig von Hake, en el siglo XVIII, el patrón alemán de la botánica.
archaeoides, es un epíteto derivado de las palabras griegas archaeos, original o comienzo, y el sufijo -oides, = parecido.